# Прадасоли-Астрио (Бреша)
Прадасоли-Астрио је насеље у Италији у округу Бреша, региону Ломбардија.
Према процени из 2011. у насељу је живело 33 становника. Насеље се налази на надморској висини од 832 м.